# Distrito Escolar de las Escuelas de Mooresville
El Distrito Escolar de las Escuelas de Mooresville (Mooresville Graded School District, MGSD) es un distrito escolar del Carolina del Norte. Tiene su sede en Mooresville.
Gestiona 3 escuelas primarias, 2 escuelas intermedias, una escuela media y una escuela preparatoria. El distrito tiene aproximadamente 5.500 estudiantes.